# Antidesma platyphyllum
Antidesma platyphyllum är en emblikaväxtart som beskrevs av Horace Mann. Antidesma platyphyllum ingår i släktet Antidesma och familjen emblikaväxter.
Artens utbredningsområde är Hawaii. Inga underarter finns listade i Catalogue of Life.

## Bildgalleri

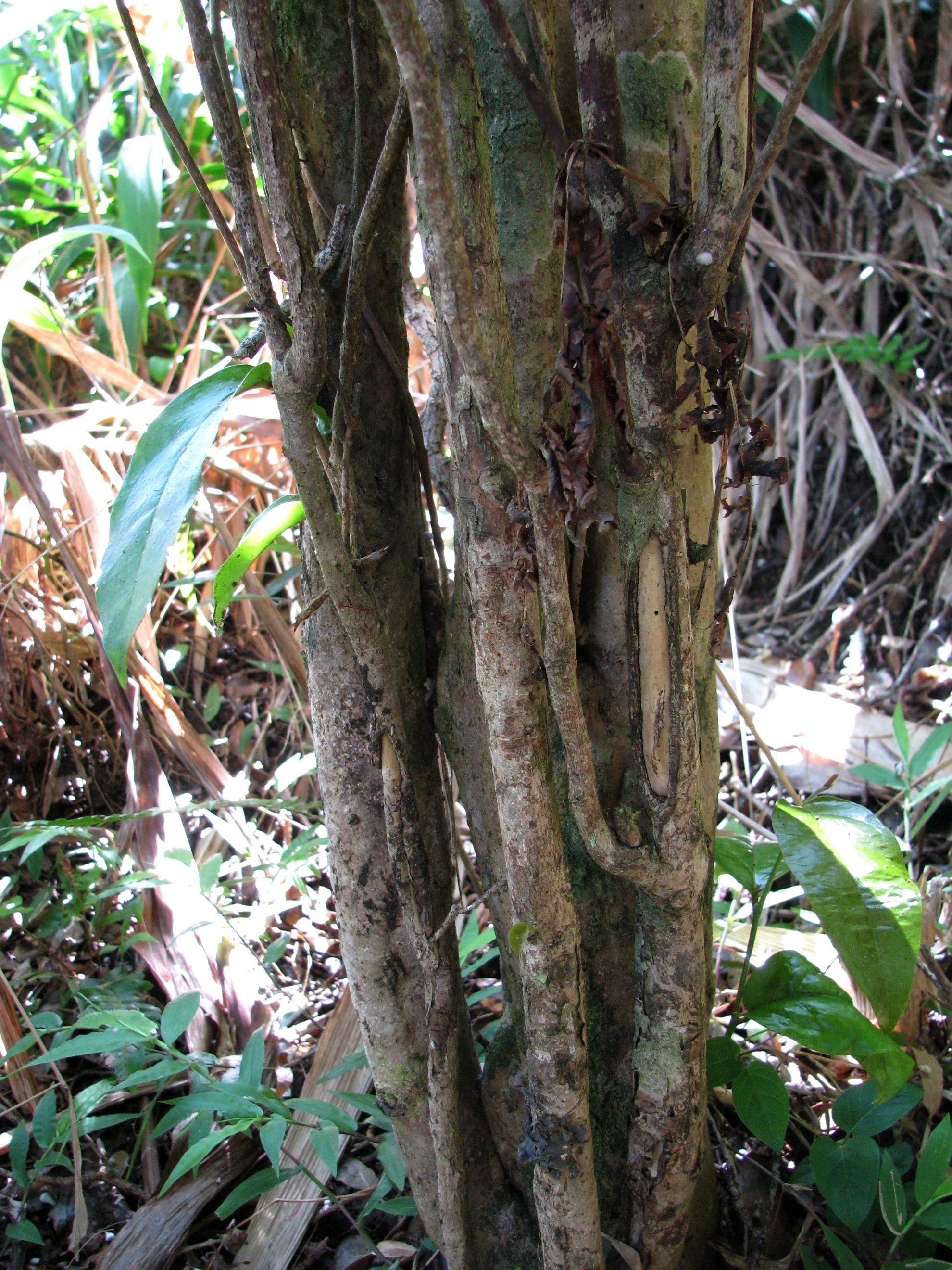
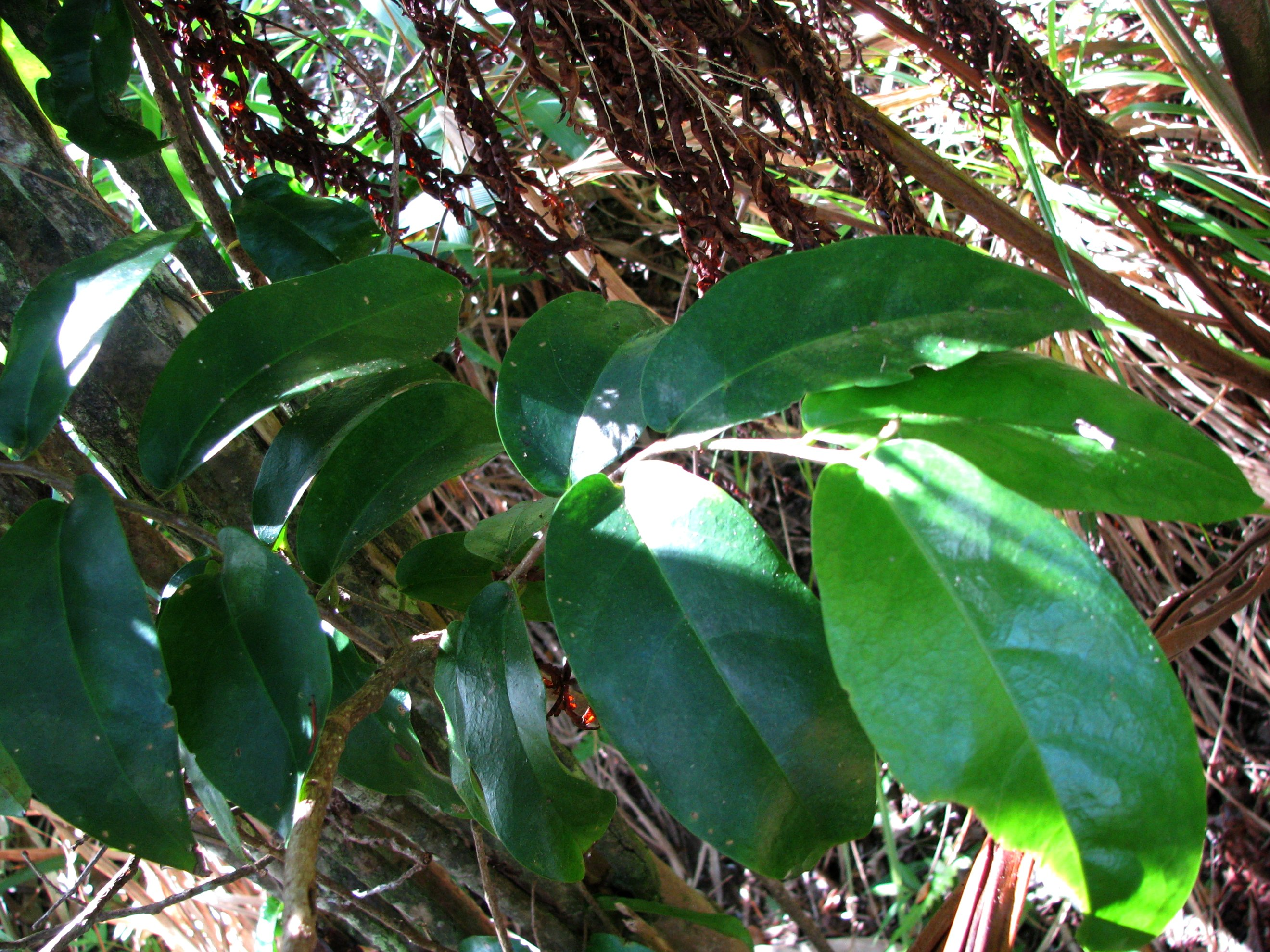
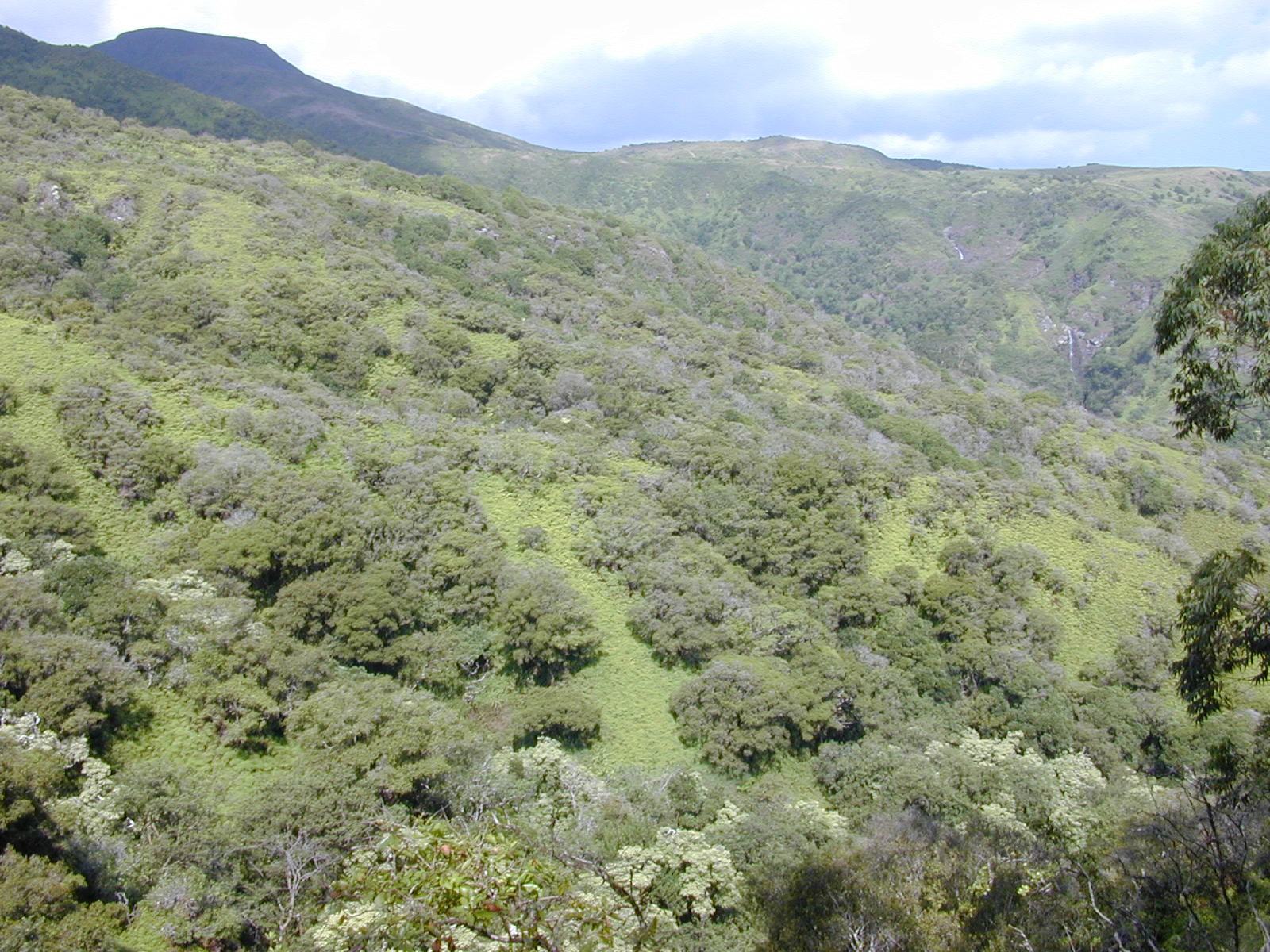
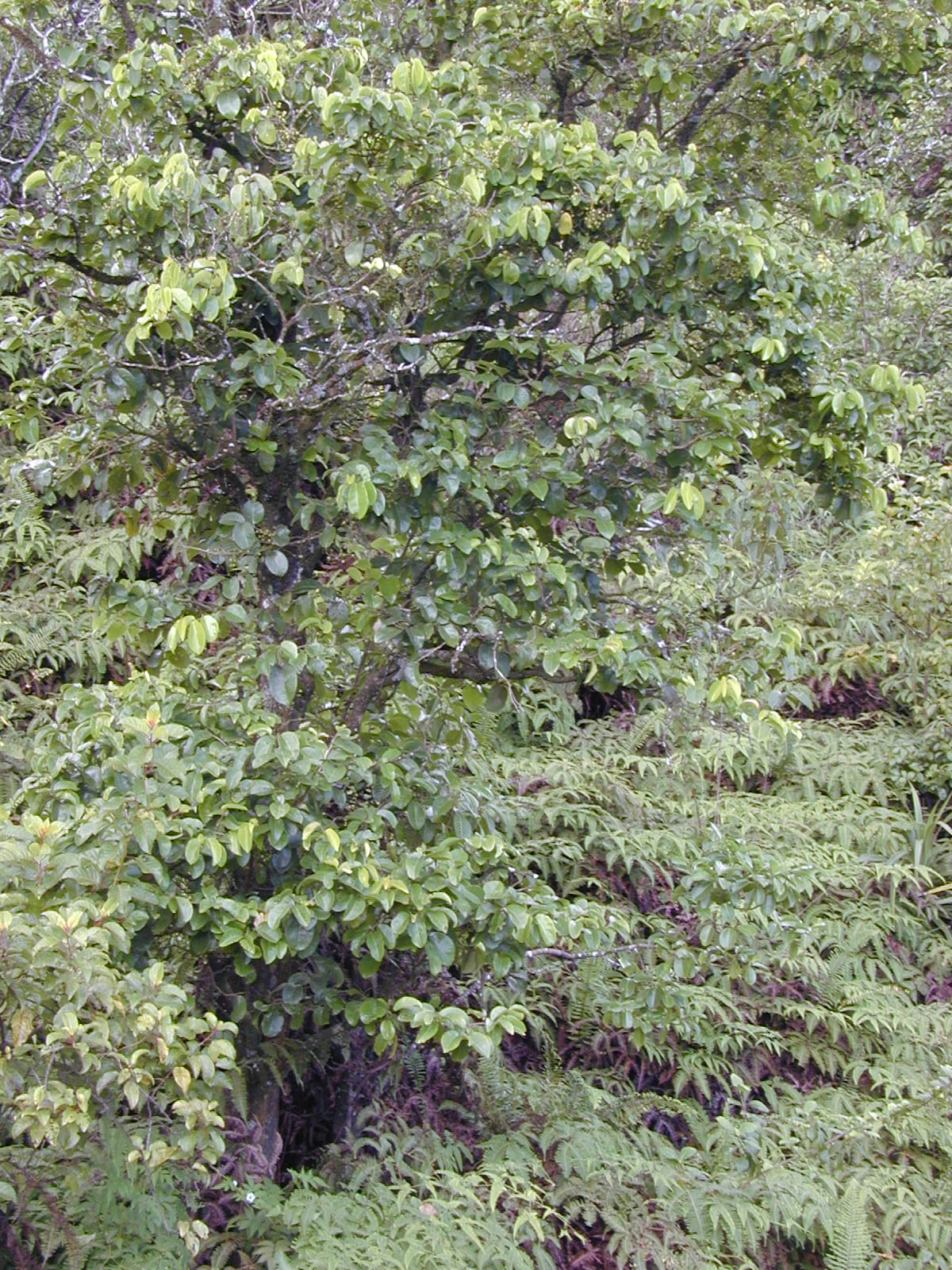
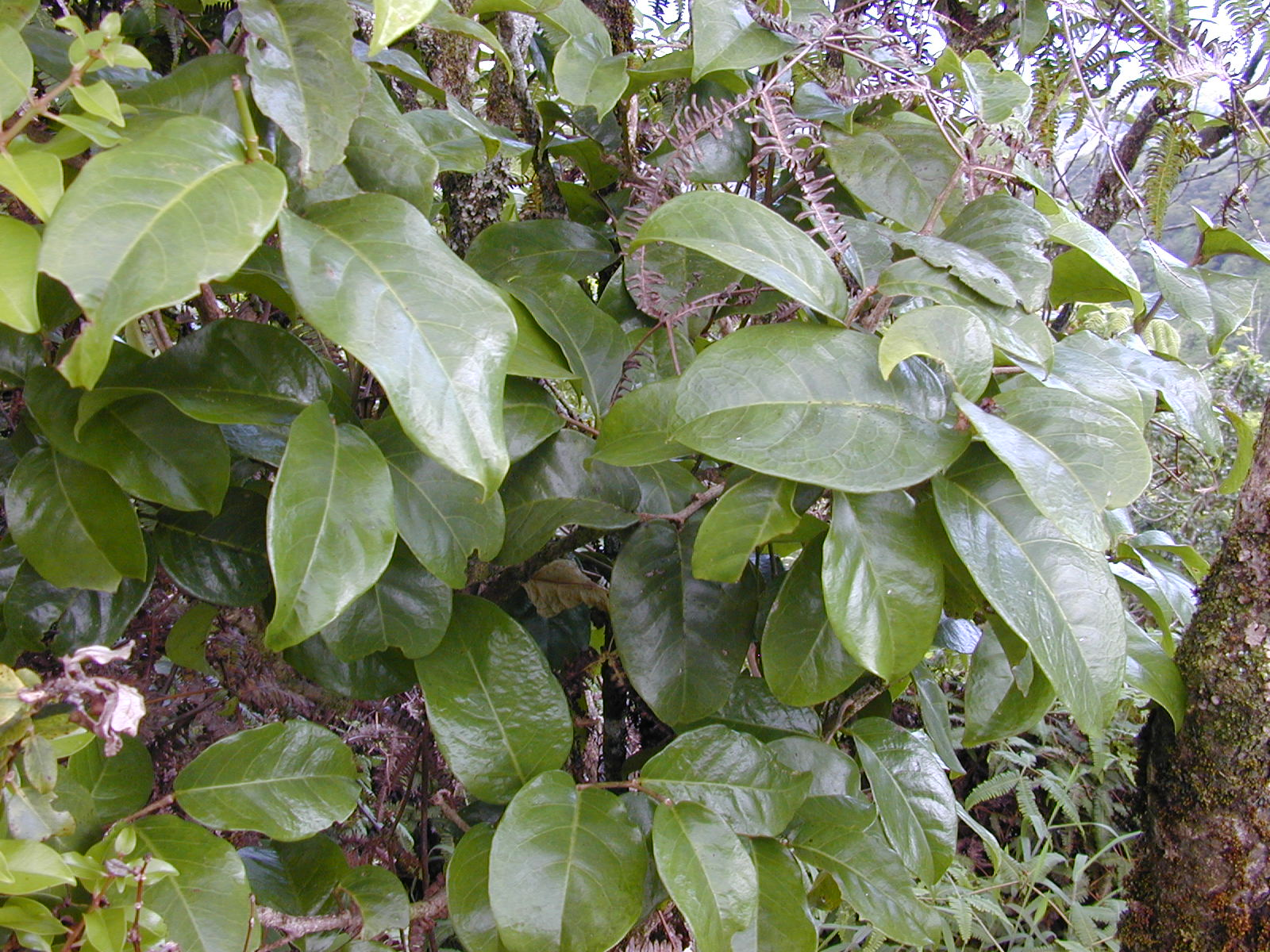